# فوکوس (تهیه‌کننده موسیقی)
برنارد ادواردز جونیور (به انگلیسی: Bernard Edwards J.r) (متولد ۶ نوامبر ۱۹۷۲)، که بیشتر با نام حرفه‌ای خود، فوکوس (به انگلیسی: Focus) (با شیوه نوشتاری: ...Focus یا فوکوس...)شناخته می شود، یک تهیه کننده موسیقی اهل نیویورک، ایالات متحده است. او وقتی در سال ۲۰۰۲ با افترمث اینترتینمنت قرارداد امضا کرد، در صنعت موسیقی به رسمیت شناخته شد. از آن زمان او ترانه‌هایی برای چندین هنرمند از جمله دکتر دره، امینم، کندریک لامار، اسنوپ داگ، ریک راس، جان لجند، گیم، آیس کیوب، بوستا رایمز، فابولوس، فیفتی سنت، استیودنت کو، جو، کریستینا آگیلرا، جنیفر لوپز، بیانسه، لیل وین، ایمری، کریستینا میلیان، مک در، مارشا آمبروسیوس و دیگران تولید کرده است.

## زندگی و حرفه
فوکوس... پسر برنارد ادواردز، بنیانگذار گروه دیسکو و ریتم اند بلوز شیک است. وی در منهتن نیویورک متولد شد و در منطقه تری این ایالت بزرگ شد. ادواردز جونیور علت عشق وی به سمت تولید موسیقی را رفتن و برگزاری جلسات متعدد در استودیوها با مدرش می.داند.